# 克拉斯诺戈尔斯基 (马里埃尔共和国)
克拉斯诺戈尔斯基（羅馬化：Krasnogorskiy）是俄罗斯马里埃尔共和国的市级镇，属兹韦尼戈沃区，地处马里埃尔共和国南部，在区行政中心兹韦尼戈沃东北、共和国首府约什卡尔奥拉东南方。伏尔加河流域内一河流伊列季河流经该地南侧。
该地2021年人口有5,971人；2010年人口6,699；2002年人口7,152；1989年人口8,660。